# Сергей Крикальов
Сергей Константинавич Крикальов (на руски: Сергей Константинович Крикалёв) е съветски и руски космонавт с осъществени 6 космически полета.
Наричан е от мнозина „последният гражданин на СССР“, защото в периода 1991 – 1992 прекарва 311 дни, 20 часа и 1 минута на борда на станция Мир и докато се върне на Земята Съветският съюз се разпада. Общият му престой в космоса е 803 дена в рамките на шест полета. Герой на Съветския съюз и Герой на Руската Федерация.

## Биография
През 1981 г. завършва Ленинградския механически институт (днес Балтийски държавен технически университет) и получава квалификация инженер-механик.

### Инженер-разработчик
След завършване на института работи в НПО „Енергия“.
Избран е за подготовка за космически полети през 1985 г., а на следващата година завършва курса по основна подготовка и е изпратен в групата по програмата за кораба многократно използване „Буран“.
В началото на 1988 г. започва подготовка за своя първи полет с голям престой в космоса на станцията „Мир“. Тренировките включват и подготовка за излизане в открития космос, скачване с нови модули и към работата на втората съветско-френска научна експедиция.

### Космически полети
„Союз ТМ-7“ стартира на 26 ноември 1988 г., екипажът е: командир Александър Волков, бординженер Крикальов и френският космонавт Жан-Лу Кретиен. На станцията „Мир“ остават около двадесет и шест дни, което е най-дългият престой на станцията на екипаж от 6 души. Крикальов остава заедно с Валерий Поляков и Александър Волков на борда на станцията. Поради това, че следващия екипаж се забавя те подготвят станцията за безпилотен полет и се завръщат на Земята на 27 април 1989 г. За този полет му е присвоено званието Герой на Съветския съюз.
През 1990 г. Крикальов се готви за своя втори полет като член на дублиращия екипаж за осма основна експедиция на станция „Мир“.
През декември 1990 г. Крикальов започва подготовка за участие в деветата експедиция на станция „Мир“. Союз ТМ-12 стартира на 19 май 1991 г. с командир Анатолий Арцебарски, бординженер Крикальов и първата британска космонавтка Хелън Шърман.
По план завръщането на Крикальов е трябвало да бъде след около 5 месеца, но през юли 1991 г. Крикальов се съгласява да остане на станцията „Мир“ като бординженер с другия екипаж (който трябвало да пристигне през октомври), тъй като следващите два полета са обединени в един. На 2 октомври 1991 г. мястото на бординженера в кораба „Союз ТМ-13“ е заето от Токтар Абукиров, който не е подготвен за дълъг полет. Той и Франц Фибок, първият космонавт на Австрия, заедно с Арцебарски се завръщат на Земята на 10 октомври, а командирът А. Волков остава с Крикальов. Този полет остава в историята с това, че космонавтите излитат от СССР а се връщат на земята в Русия и страните от ОНД тъй като по това време СССР се разпада. За него Крикальов е удостоен със званието Герой на Руската Федерация.
За първите си два полета той е прекарал повече от година и е извършил седем излизания в открития космос.
През октомври 1992 г. е един от двамата, които започват подготовка в НАСА за полет заедно с екипажа на STS-60. През април 1993 г. е обявен за основен кандидат.
Крикальов участва в полета STS-60 – първият съвместен американо-руски полет на кораба за многократно използване (Дискавъри). В течение на осем денонощия екипажът на Дискавъри изпълнява много различни научни експерименти в областта на материалознанието, биологически експеримент и наблюдения на повърхността на Земята. Крикальов е първият руски космонавт, извършил полет на американска совалка.
Крикальов е назначен в първия екипаж на Международната космическа станция и първи в декември 1998 г. посещава в кратка мисия (STS-88) МКС със совалката Индевър.
През октомври 2000 г. в състава на първия екипаж основна експедиция е Сергей Крикальов, и заедно с Юрий Гидзенко и Уилям Шепърд започват постоянните пилотирани полети на МКС.
На 11 октомври 2005 г. Сергей Крикальов завършва своя шести полет, завръщайки се на Земята от МКС в спускаемия апарат на кораба „Союз ТМА-6“ след около половин година в орбита.
| № п/п | Стартов кораб         | Старт                | Кораб за кацане        | Кацане               | Продълж.                |
| ----- | --------------------- | -------------------- | ---------------------- | -------------------- | ----------------------- |
| 1     | Союз ТМ-7             | 26.11.1988, 15:49:34 | Союз ТМ-7              | 27.04.1989, 02:57:58 | 151 д. 11ч. 08 м. 24 с. |
| 2     | Союз ТМ-12            | 18.05.1991, 12:50:28 | Союз ТМ-13             | 25.03.1992, 08:51:22 | 311 д. 20ч. 00 м. 54 с. |
| 3     | STS-60 (Discovery/18) | 03.02.1994, 12:10:00 | STS-60 (Discovery/18)  | 11.02.1994, 19:20:13 | 8 д. 07ч. 10 м. 13 с.   |
| 4     | STS-88 (Endeavour/13) | 04.12.1998, 08:35:34 | STS-88 (Endeavour/13)  | 16.12.1998, 03:54:21 | 11 д. 19ч. 18 м. 47 с.  |
| 5     | Союз ТМ-31            | 31.10.2000, 07:52:47 | STS-102 (Discovery/29) | 21.03.2001, 07:33:06 | 140 д. 23ч. 40 м. 19 с. |
| 6     | Союз ТМА-6            | 15.04.2005, 00:46:25 | Союз ТМА-6             | 11.10.2005, 01:09:48 | 179 д. 00ч. 23 м. 23 с. |
| Общо  | Общо                  | Общо                 | Общо                   | Общо                 | 803 д. 09ч. 42 м. 00 с. |

### Работа воткрития космос
| № п/п  | Излизане в космоса | Продължителност (ч:м) |
| ------ | ------------------ | --------------------- |
| 1      | 24.06.1991, 21:11  | 04:58                 |
| 2      | 28.06.1991, 19:02  | 03:24                 |
| 3      | 15.07.1991, 11:45  | 05:56                 |
| 4      | 19.07.1991, 11:10  | 05:28                 |
| 5      | 23.07.1991, 09:15  | 05:42                 |
| 6      | 27.07.1991, 08:44  | 06:49                 |
| 7      | 20.02.1992, 20:09  | 04:12                 |
| 8      | 18.08.2005, 19:02  | 04:57                 |
| Всичко | Всичко             | 41:26                 |

На 16 август 2005 Крикальов надминава рекорда от 748 дни прекарани в космоса на Сергей Авдеев. Рекордът му се задържа до юни 2015 г. когато неговите 803 са надминати от Генадий Падалка (878 дни).

### Работа в предприятия и учреждения на космическия отрасъл
- От февруари 2007 г.[1] – вицепрезидент на РКК „Енергия“ по пилотируемите полети (като запазва летателния си статус в отряда на космонавтите). Впоследствие – заместник на Генералния конструктор.
- 27 март 2009 г. – с преминаването на друга работа е освободен от заеманата длъжност: инструктор-космонавт-изпитател 1 клас на „РКК „Енергия““.[2]
- От 30 март 2009 г. – началник на Федералното държавно бюджетно учреждения Научноизследователски център за подготовка на космонавти „Ю. А. Гагарин“.